# Samanu
Samanu, ook wel reiniging van de nadi's genoemd, is een pranayama (ademhalingstechniek) in yoga.
Samanu is een pranayama-oefening voor gevorderden en is een van de belangrijkste yogawijzen om de nadi's te reinigen. Nadi's zijn kanalen voor prana of levensenergie, ook wel qi genoemd. Er zijn veertien hoofdnadi's, waarvan shushumna, ida en pingala de belangrijkste zijn. Ze zouden door pranayama worden geactiveerd om het systeem te kalmeren. Mensen die samanu beoefenen zouden mentaal een gevoel van helderheid en sereniteit voelen.
Samanu is een combinatie van pranayama met de visualisatie van chakra's en mantra's, zoals bija-mantras van aarde, vuur, lucht en maan. Samanu kan met of zonder bandha's worden uitgevoerd.
Samanu wordt uitgevoerd door in de neusademhaling afwisselend het linker en rechter neusgat te gebruiken. De rechterhand bevindt zich in de vishnu mudra, waarbij de arm ontspannen is en de ogen gesloten zijn. De inademing begint over links. Samanu kent drie rondes die van elkaar verschillen:
1. In de eerste ronde wordt mentaal de mantra yam achtmaal herhaald tijdens de inademing in het linker neusgat (ida), tweeëndertigmaal tijdens het inhouden van de ademhaling, ook wel kumbhaka, en zestienmaal bij de uitademing door het rechter neusgat (pingala). Hierbij wordt de chakra anahata gevisualiseerd die zich nabij het hart bevindt.
2. Vervolgens wordt de manipurachakra gevisualiseerd, nabij de zonnevlecht, en wordt gedurende een gelijksoortige cyclus mentaal de mantra ram herhaald.
3. In de derde ronde is wordt de aandacht naar het maancentrum (tipje) van de neus verplaatst en wordt tijdens de cyclus de mantra tam herhaald. Bij het inhouden van de ademhaling, wordt gevisualiseerd dat het nectar van de maan het gehele lichaam overstroomt en uiteindelijk wordt de aandacht verlegd naar de muladharachakra bij het staartbeen. De mantra verandert hierbij in lam.[1]

Een mantra is een lettergreep waarvan de geluidstrilling in het causale en astrale universum zou bestaan. Veel yogi's hechten veel waarde aan mantra yoga, gezien de mantra's tot stilte zouden leiden en een meditatieve staat op zouden leveren. Om wordt ook wel de moeder van alle mantra's genoemd of de oerklank van de schepping. Het staat ook symbool voor wijsheid, omdat het de trillingsklank van Sri Brama is. Volgens Bala Sahib, de Radja van Aundh, zouden de mantra's voor veel Westerlingen duister, kinderachtig of niet zinvol lijken. De radja, die bekend is om zijn aandeel in de verspreiding van de Zonnegroet, had echter de mening dat de stembanden evenveel baat bij beweging hebben als de spieren in het lichaam.
volledige ademhaling · middenrifademhaling · flankademhaling · sleutelbeenademhaling · mondademhaling · neusademhaling

abhyantara bahya stambha vritti · activerende ademhaling · agni prasana · anuloma · anuloma viloma · bhastrika · brahmari · chandra bhedana · chatur mukhi · dirgha sukshma · kapalabhati · kevala kumbhaka · kumbhaka · murcha · nadi sodhana · ohm sahita rechaka · plavini · prachhardana · prana apana samyukta · pratiloma · sahita kumbhaka · sama vritti · samanu · sapta vyahrita · sargarbha sahita kumbhaka · sarva dwara baddha · sithali · sitkari · stambha vritti · sukha purvaka · suksama shwasa prashwasa · surya bhedana · tri bandha kumbhaka · ujjayi · vaya viya kumbhaka · viloma · visama vritti